# Скупштина Републике Косово
Скупштина Републике Косово (алб. Kuvendi i Republikës së Kosovës) је једнодомно законодавно тело Републике Косово. Противно Резолуцији СБ УН 1244, наследила је Скупштину у саставу привремених институција самоуправе (ПИС). Чини је 120 народних посланика, које народ директно бира сваке четири године, док је 20 места резервисано за националне мањине.

## Народни посланици
Скупштина Републике Косово уређена је Уставом Републике Косово и има 120 народних посланика који се бирају непосредно, док је 20 места резервисано за националне мањине и то:
- 10 мандата резервисаних за представнике Срба,
- 4 мандата резервисаних за представнике Рома, Ашкалија и Египћана,
- 3 мандата резервисаних за представнике Бошњака,
- 2 мандата резервисаних за представнике Турака,
- 1 мандат резервисан за представника Горанаца.[2]

## Комисије
Скупштину Републике Косово чини и 14 комисија:
- Комисија за буџет, рад и трансфере
- Комисија за права, интересе заједница и повратак
- Комисија за законодавство, мандате, имунитете, Пословник скупштине и надзор Агенције против корупције
- Комисија за европске интеграције
- Комисија за спољне послове и дијаспору
- Комисија за образовање, науку, технологију, иновације, културу, омладину и спорт
- Комисија за економију, индустрију, предузетништво и трговину
- Комисија за животну средину, храну, пољопривреду, планирање и развој
- Комисија за здравство и социјално осигурање
- Комисија за јавну управу, локалну самоуправу, медије и регионални развој
- Комисија за питања безбедности и одбране
- Комисија за људска права, полну равноправност, жртве сексуалног насиља рата, нестала лица и петиције
- Комисија за надгледање јавних финансија
- Комисија за надзор Обавештајне агенције

## Дом Скупштине
Дом Скупштине Републике Косово се налази у Приштини. Зграда, која датира из 1950-их, претрпела је опсежну реконструкцију 2004. године која је укључивала и комплетан редизајн пленарне сале.